# Apicocardiogramma

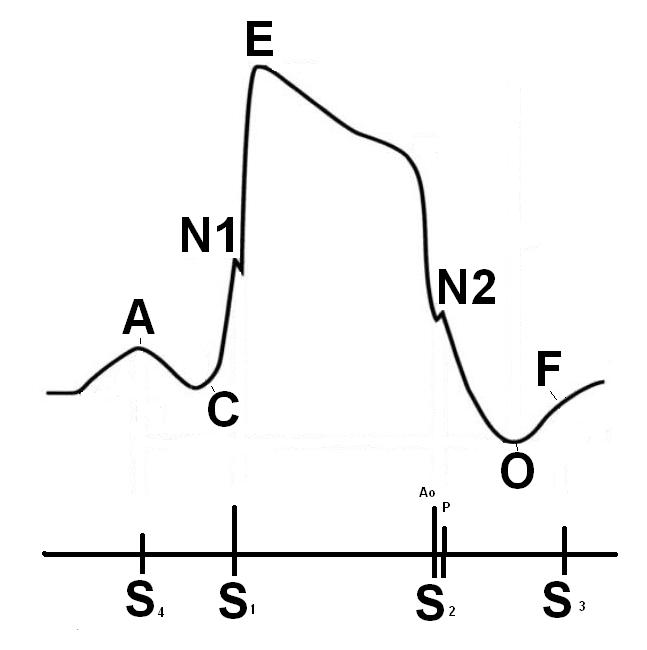
Apicocardiogramma

L'apicocardiogramma (ACG) è la registrazione dei movimenti della parete toracica in corrispondenza dell'apice cardiaco, derivanti dai movimenti sistolici e diastolici del cuore.

## Sinonimi
- Apicogramma
- Cardiogramma apicale
- Curva meccanica ventricolare
- Meccanogramma di punta

## Storia
La prima registrazione dell'apicocardiogramma (ACG) avvenne nella seconda metà del XIX secolo per opera del fisiologo francese Étienne-Jules Marey il quale descrisse le onde risultanti dai sollevamenti e dai rientramenti del torace per mezzo di un chimografo di Ludwig.
L'apicocardiogramma era registrato contemporaneamente all'ECG, al fonocardiogramma e al tracciato dei polsi aortico e carotideo nella cardiologia non invasiva poligrafica. È stato utilizzato in passato spesso in ricerche in ambito fisiologico, ma raramente in ambito diagnostico per le difficoltà di esecuzione.

## Morfologia
Il tracciato è simile alla curva di pressione intraventricolare ed è caratterizzato da:
- onda A: un'onda positiva in rapporto con il riempimento ventricolare presistolico dovuto a sistole atriale. Il picco di questa onda coincide con il IV tono cardiaco di sinistra.
- punto C: inizio dell'eiezione ventricolare isovolumetrica, che culmina nel punto successivo E
- punto E: corrisponde al massimo picco della sistole ventricolare. Questo punto è sincrono con l'apertura della valvola semilunare aortica a cui segue l'eiezione ventricolare e quindi il flusso sanguigno dal cuore verso l'apparato circolatorio
- punto O: corrisponde all'apertura della valvola bicuspide e pertanto al punto di inizio del riempimento ventricolare rapido
- punto F: corrisponde al III tono cardiaco e pertanto al punto di inizio della fase di riempimento ventricolare lento.